# Saturn Award de la meilleure édition DVD d'un programme télévisé
Le Saturn Award de la meilleure édition DVD d'un programme télévisé (Saturn Award for Best DVD TV Programming Release puis Saturn Award for Best DVD Television Release) est une récompense télévisuelle décernée chaque année depuis 2003 par l'Académie des films de science-fiction, fantastique et horreur (Academy of Science Fiction Fantasy & Horror Films) pour récompenser la meilleure édition en DVD d'un programme télévisé de science-fiction, fantastique ou d'horreur. Depuis la 37e cérémonie de 2011, cette récompense a fusionné avec le Saturn Award de la meilleure édition DVD d'un ancien programme télévisé (Saturn Award for Best DVD Retro Television Release).

## Palmarès
Note : L'année indiquée est celle de la cérémonie, récompensant les DVD sortis l'année précédente. Les lauréats sont indiqués en tête de chaque catégorie et en caractères gras. Les titres originaux sont précisés entre parenthèses, sauf s'ils correspondent au titre en français.

### Années 2000
- 2003 : Star Trek : La Nouvelle Génération (Star Trek: The Next Generation)
  - Babylon 5
  - Buffy contre les vampires (Buffy the Vampire Slayer)
  - Highlander
  - Au-delà du réel : L'aventure continue (The Outer Limits)
  - X-Files : Aux frontières du réel (The X-Files)
- 2004 : Firefly
  - Galactica (Battlestar Galactica)
  - Hercule (Hercules: The Legendary Journeys)
  - Star Trek: Deep Space Nine (Star Trek: Deep Space Nine)
  - Disparition (Taken)
  - Un flic dans la mafia (Wiseguy)
- 2005 : Smallville
  - Buffy contre les vampires (Buffy the Vampire Slayer)
  - Farscape
  - Les Simpson (The Simpsons)
  - Star Trek: Voyager (Star Trek: Voyager)
  - Les Aventuriers des mondes fantastiques (A Wrinkle in Time)
- 2006 : Lost : Les Disparus (Lost)
  - Battlestar Galactica
  - Star Trek: Enterprise (Star Trek: Enterprise)
  - Dr House (House)
  - Smallville
  - Frankenstein
- 2007 : Les Maîtres de l'horreur (Masters of Horror)
  - Deadwood
  - Doctor Who
  - Lost : Les Disparus (Lost)
  - Mystery Science Theater 3000
  - MI-5 (Spooks)
- 2008 : Heroes
  - Eureka
  - Les Arnaqueurs VIP (Hustle)
  - Lost : Les Disparus (Lost)
  - Un jour sur Terre (Earth)
  - MI-5 (Spooks)
- 2009 : Moonlight
  - Doctor Who
  - Heroes
  - Lost : Les Disparus (Lost)
  - Le Diable et moi (Reaper)
  - Torchwood
  - Les Tudors (The Tudors)

### Années 2010
- 2010 : Lost : Les Disparus (Lost)
  - Doctor Who
  - Torchwood
  - Terminator : Les Chroniques de Sarah Connor (Terminator: The Sarah Connor Chronicles)
  - Nick Cutter et les Portes du temps (Primeval)
  - Life on Mars
- 2011 : La Quatrième Dimension (The Twilight Zone)
  - Lost : Les Disparus (Lost)
  - L'Homme qui valait trois milliards (The Six Million Dollar Man)
  - Cosmos 1999 (Space: 1999)
  - Thriller
  - Voyage au fond des mers (Voyage to the Bottom of the Sea)
- 2012 : Spartacus : Les Dieux de l'arène (Spartacus: Gods of the Arena)
  - Super Jaimie (The Bionic Woman) (Saisons 2 et 3)
  - Camelot (Saison 1)
  - Farscape (Intégrale)
  - Nikita (Saison 1)
  - La Quatrième Dimension (The Twilight Zone) (Saisons 3 à 5)
- 2013 : Star Trek : La Nouvelle Génération (saisons 1 et 2)
  - In Search Of...: The Complete Series
  - L'Âge de cristal
  - The River (saison 1)
  - Shazam! The Complete Live-Action Series
  - Spartacus : Vengeance
- 2014 : Star Trek : La Nouvelle Génération (saisons 3, 4 et 5)
  - The Adventures of Superboy (saison 3)
  - Search
  - Under the Dome (saison 1)
  - The Walking Dead (saison 3)
  - The White Queen (saison 1)
- 2015 : Twin Peaks: The Entire Mystery (Twin Peaks et Twin Peaks: Fire Walk with Me)
- 2016 : X-Files : Aux frontières du réel : Collector's Set